# 迷宮中的將軍
迷宫中的将军 是诺贝尔文学奖得主、哥伦比亚作家加布里埃尔·加西亚·马尔克斯1989年發表的歷史小說，描寫南美解放者西蒙·玻利瓦尔1830年12月生命最後的14天，沿著馬格達萊納河幻影般的旅程。這部小說是受好友阿爾瓦羅·穆蒂斯的激勵而著手創作的。

## 相關詞條
重要小說人物：
- 小說主角：玻利瓦爾
- 主角的戀人兼戰友：曼努埃拉·薩恩斯
- 主角的戰友與政敵：安東尼奧·何塞·蘇克雷、弗朗西斯科·德保拉·桑坦德尔、何塞·安東尼奧·派斯·埃雷拉、華金·德·莫斯克拉、拉斐爾·烏爾達內塔·伊·法里亞。